# Вулиця Руставі (Черкаси)
Ву́лиця Руста́ві — вулиця в Черкасах.

## Розташування
Вулиця починається від вулиці Одеської і простягається на південний захід, обмежовуючи з півночі Південно-Західний мікрорайон. Впирається в автомобільне коло на вулиці 30-річчя Перемоги.

## Опис
Вулиця широка, по 2 смуги руху в кожен бік, повністю асфальтована.

## Походження назви
Вулиця була утворена 1981 року і названа на честь міста-побратима Руставі.

## Будівлі
По вулиці розташовані багатоповерхові житлові будинки, промислові підприємства та різні установи. Праворуч розташовуються міські цвинтарі.